# Hasso von Manteuffel
Hasso-Eccard Freiherr von Manteuffel (Potsdam, 14 januari 1897 — Reith (Oostenrijk), 24 september 1978) was een Duits officier en liberaal politicus, afkomstig uit een militaire familie. Zijn militaire opleiding genoot hij in het Pruisische cadettenkorps. Hij diende in beide wereldoorlogen en was generaal tijdens de Tweede Wereldoorlog. Hij was een tankbevelhebber die geroemd werd om zijn tactische vaardigheid, tijdens het Ardennenoffensief kreeg hij het bevel over het 5e Pantserleger. In april en mei 1945 was hij bevelhebber van het 3e Pantserleger.

## Bastogne
Von Manteuffel is tevens bekend als commandant van de Duitse troepen tijdens de slag om Bastogne. Tijdens deze slag stelde hij de geallieerden, die Bastogne bezet hielden, voor om zich over te geven. In reactie daarop liet de waarnemend bevelhebber, generaal McAuliffe (als vervanger van de op verlof zijnde generaal Taylor) van de geallieerden in Bastogne het historische bericht "Nuts!" uitgaan, hetgeen door de Duitsers niet werd begrepen. Enkele dagen later werd Bastogne ontzet door de snel opgerukte divisie van generaal Patton.
In het Museum over de Slag om Bastenaken is de leren jas te zien die destijds door Von Manteuffel werd gedragen en die na de oorlog door hem aan het museum werd geschonken.

## Na de oorlog
Na de oorlog werd Von Manteuffel gekozen tot parlementslid en werd hij vertegenwoordiger van defensie namens de FDP (liberalen). Hij was een prominente verdediger van herbewapening en was verantwoordelijk voor de nieuwe naam van het Duitse leger, de Bundeswehr.

## Militaire loopbaan
- Fähnrich: 22 februari 1916[3][7]
- Leutnant: 28 april 1916 (Patent (benoemingsakte) vanaf 28 januari 1915)[3][7]
- Oberleutnant: 1 april 1925[3][7]
- Rittmeister: 1 april 1934[3][7]
- Major: 1 oktober 1936[3][7]
- Oberstleutnant: 1 april 1939[3][7]
- Oberst: 1 oktober 1941[3][7][4]
- Generalmajor: 1 mei 1943[3][7][4][8]
- Generalleutnant: 1 februari 1944[3][7][4][8]
- General der Panzertruppe: 1 september 1944 (RDA 1 januari 1944)[3][7][4][8]

## Decoraties
- Ridderkruis van het IJzeren Kruis op 31 december 1941 als Oberst en Commandant van hetSchützen-Regiment 6[9][10][7][4][8]
- Ridderkruis van het IJzeren Kruis met Eikenloof (nr.332) op 23 november 1943 als Generalmajor en Commandant van de 7. Panzer-Division[9][11][7][4][8]
- Ridderkruis van het IJzeren Kruis met Eikenloof en Zwaarden (nr.50) op 22 februari 1944 als Generalleutnant en Commandant van de 7. Panzer-Division[9][12][7][4]
- Ridderkruis van het IJzeren Kruis met Eikenloof, Zwaarden en Briljanten (nr.24) op 18 februari 1945 als General der Panzertruppe en Opperbevelhebber van het 5. Panzerarmee[9][13][7][4][14]
- IJzeren Kruis 1914, 1e Klasse (2 mei 1917) en 2e Klasse (13 oktober 1916)[15][16][7]
- Panzerkampfabzeichen in brons op 2 september 1941[7]
- Militaire Orde voor Dapperheid in de Oorlog, 4e Klasse
- Orde van Militaire Verdienste (Beieren), 3e Klasse
- Kruis voor Militaire Verdienste (Brunswijk)[16]
- Gewondeninsigne in zilver en zwart in 1918[16]
- Kruis voor Oorlogsverdienste, 2e Klasse op 20 december 1940[7]
- Armband "AFRIKA" in 1943[7][3]
- Herhalingsgesp bij IJzeren Kruis 1939, 1e Klasse (1 augustus 1941)[7][3] en 2e Klasse (22 juli 1941)[3][15][7]
- Medaille Winterschlacht im Osten 1941/42[3][7]
- Erekruis voor de Wereldoorlog in 1934[3][7]
- Dienstonderscheiding van Leger en Marine (Duitsland) voor (25 dienstjaren)[3][7]
- Gouden Ereteken van de Hitlerjeugd[3][7][4]
- Rijksinsigne voor Sport in goud[3][7][4]
- Duitse Ruiter Onderscheiding in goud[4] op 2 januari 1931[3]
- Ridder in de Orde van Michaël de Dappere op 30 mei 1944[3][7]
- Hij werd viermaal genoemd in het Wehrmachtsbericht. Dat gebeurde op:
- 8 oktober 1943[7][3][17]
- 16 november 1943[7][3][18]
- 14 maart 1944[7][3][19]
- 8 mei 1944[7][3][20]

## Galerij

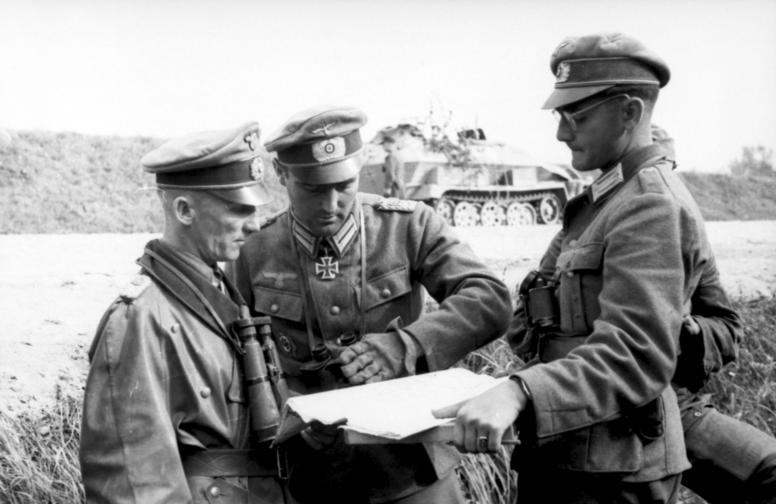
Hasso von Manteufel (links)
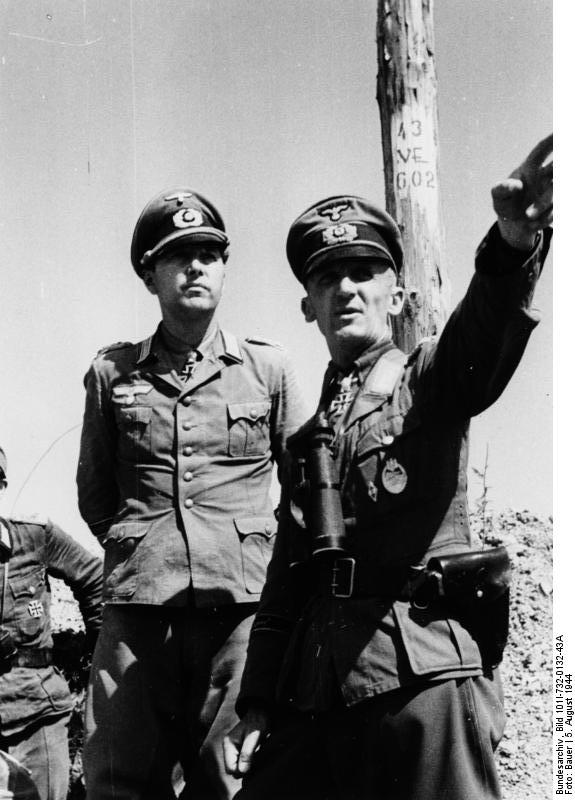
Hasso von Manteuffel met kolonel Niemack
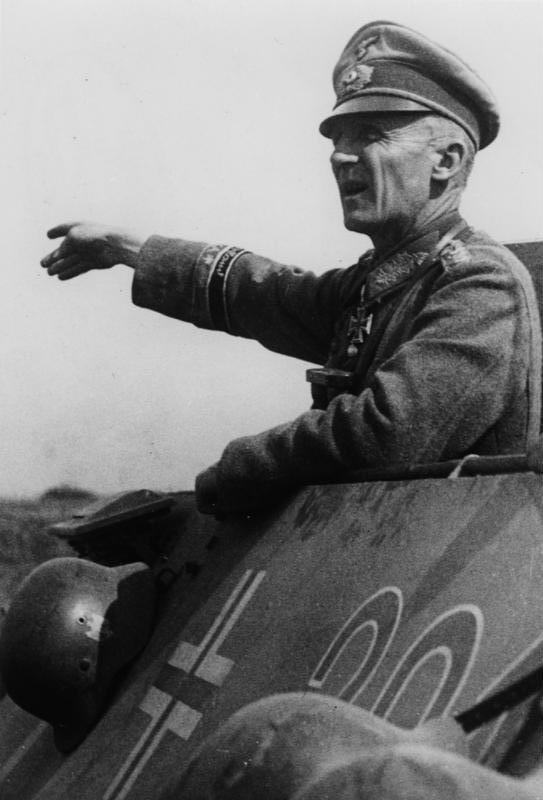
Manteuffel, Kommandeur der Pz.Gren.Div. "Großdeutschland", geeft vanuit zijn Befehlspanzer aanwijzingen aan zijn fusiliers voor de aanval
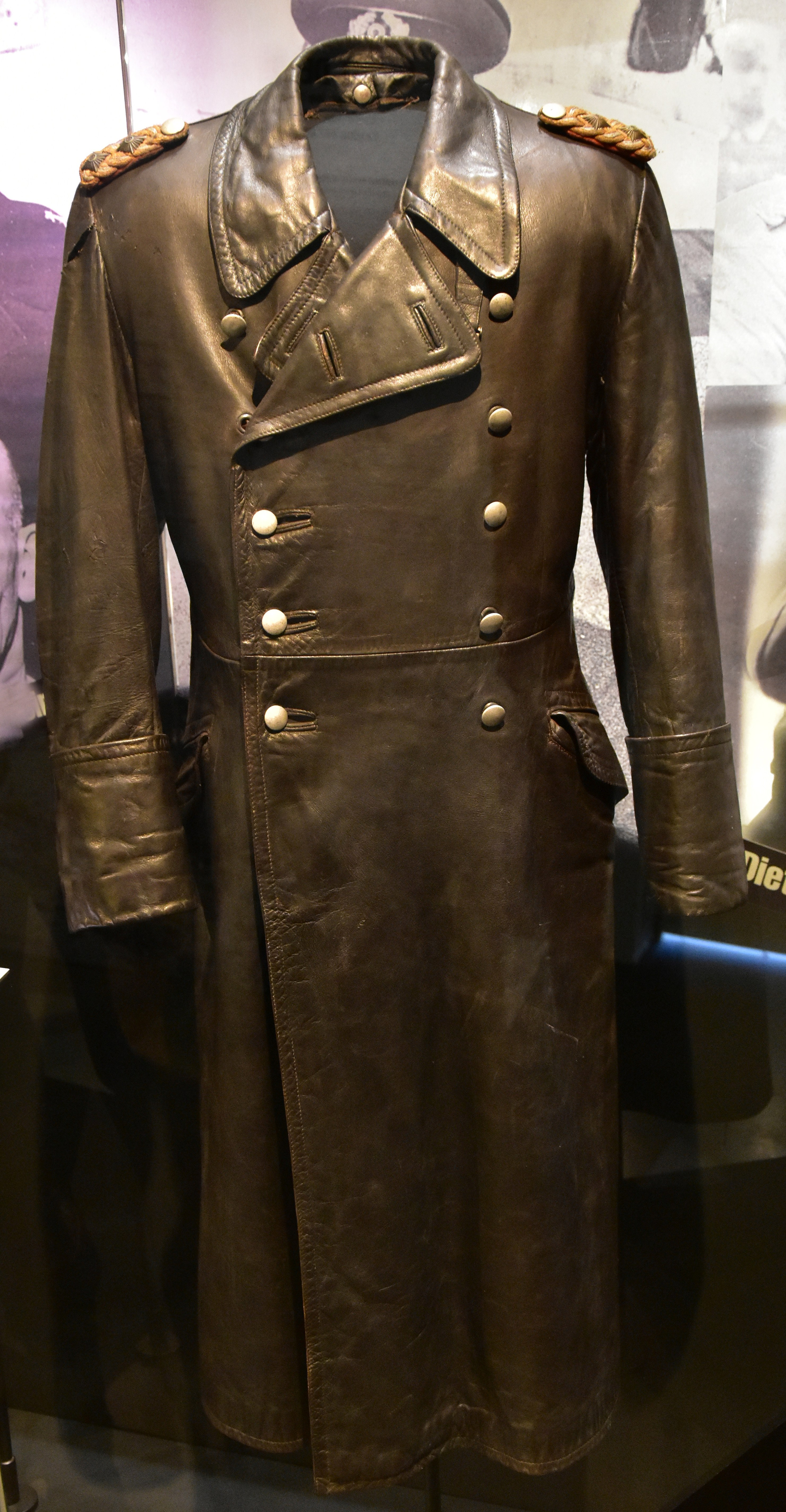
Jas van Hasso von Manteuffel